# آنا پپلوفسکی
آنا پپلوفسکی (انگلیسی: Anna Peplowski؛ زادهٔ ۲۵ سپتامبر ۲۰۰۲) شناگر زن اهل ایالات متحده آمریکا است.
وی در مسابقات کشوری و بین‌المللی در مجموع برندهٔ ۲ مدال نقره شده است.